# Natnael Berhane
Natnael Berhane (ናትናኤል ብርሃነ; Asmara, 5 gennaio 1991) è un ciclista su strada eritreo che corre per il team Istanbul Büyükșehir Belediye Spor Türkiye; professionista dal 2013, nello stesso anno ha vinto il Giro di Turchia a tappe.

## Carriera
Attivo a livello Elite dal 2010, nello stesso anno vince il Giro d'Eritrea a tappe e una frazione al Tour du Rwanda; nel 2011 e nel 2012 si laurea quindi campione d'Africa in linea. Negli stessi anni, con la maglia del Centre Mondiale du Cyclisme, è nuovamente in evidenza nelle corse a tappe continentali: vince infatti tra le altre una frazione della Tropicale Amissa Bongo e la classifica generale del Tour d'Algérie 2012 (era già stato terzo nel 2011).
Nel 2013 si unisce al Team Europcar di Jean-René Bernaudeau, debuttando nel professionismo. Nello stesso anno vince la tappa regina del Giro di Turchia, staccandosi dal piccolo gruppo di testa negli ultimi 200 metri di una lunga e ripida salita, e conclude la corsa al secondo posto. Con la successiva sospensione del vincitore Mustafa Sayar per positività all'EPO, il primo posto in classifica generale viene assegnato a Berhane. All'inizio della stagione 2014 vince la Tropicale Amissa Bongo grazie ai secondi di bonus assegnati nel corso degli sprint intermedi all'ultima tappa. Diventa così il primo vincitore africano della corsa gabonese.
Dopo due anni con Europcar, Berhane viene ingaggiato nel team sudafricano MTN-Qhubeka per la stagione 2015. Nel 2016 corre il suo primo Tour de France, e nel 2017 il suo primo Giro d'Italia; non ottiene però alcun successo in gare internazionali. Nel 2019 torna in Francia, alla Cofidis, rimanendovi per tre anni. Nel 2022 scende di categoria per correre con il club emiratino Al Shafar Jumeirah; nel 2023 torna quindi nei circuiti UCI con la maglia della turca Beykoz Belediyesi Spor Kulübü: in stagione vince una frazione del Tour de Maurice.

## Palmarès
- 2010

2ª tappa Tour de l'Érythrée (Massawa > Asmara)
Classifica generale Tour de l'Érythrée
7ª tappa Tour du Rwanda (Kibuye > Butare)
- 2011 (CM Du Cycliste, tre vittorie)

6ª tappa La Tropicale Amissa Bongo (Owendo > Libreville)
1ª tappa Tour d'Algérie (Algeri > Ain-Defla)
Campionati africani, Prova in linea
- 2012 (CM Du Cycliste, tre vittorie)

3ª tappa Tour d'Algérie (Orano > Sidi Bel Abbes)
Classifica generale Tour d'Algérie
Campionati africani, Prova in linea
- 2013 (Europcar, due vittorie)

3ª tappa Presidential Cycling Tour of Turkey (Antalya > Elmali)
Classifica generale Presidential Cycling Tour of Turkey
- 2014 (Europcar, due vittorie)

Classifica generale La Tropicale Amissa Bongo
Campionati eritrei, Prova a cronometro
- 2015 (MTN, una vittoria)

Campionati eritrei, Prova in linea
- 2019 (Cofidis, una vittoria)

Campionati eritrei, Prova in linea
- 2023 (Beykoz Belediyesi Spor Kulübü, una vittoria)

3ª tappa Tour de Maurice (Cascavelle > Grand Bassin)
- 2024 (Istanbul Büyükșehir Belediye Spor Türkiye, una vittoria)

Grand Prix Soğanlı

### Altri successi
- 2011 (CM Du Cyclisme)

Campionati africani, Cronometro a squadre
- 2012 (CM Du Cyclisme)

Campionati africani, Cronometro a squadre
Classifica giovani Tour d'Algérie
- 2013 (Team Europcar)

Campionati africani, Cronometro a squadre
- 2014 (Europcar)

Classifica sprint La Tropicale Amissa Bongo
- 2015 (MTN)

Campionati africani, Cronometro a squadre

## Piazzamenti

### Grandi Giri
- Giro d'Italia

2017: 59º
2018: 83º
2021: ritirato (15ª tappa)
- Tour de France

2016: 125º
2019: 86º
- Vuelta a España

2014: 148º
2015: 79º
2020: ritirato (5ª tappa)

### Classiche monumento
- Liegi-Bastogne-Liegi

2014: ritirato
2018: 74º
- Giro di Lombardia

2013: ritirato
2016: ritirato
2017: ritirato
2019: ritirato
2021: ritirato

### Competizioni mondiali
- Campionati del mondo

Copenaghen 2011 - In linea Under-23: 28º
Limburgo 2012 - In linea Under-23: 35º
Toscana 2013 - In linea Under-23: 63º
Ponferrada 2014 - In linea Elite: ritirato
Doha 2016 - In linea Elite: 13º
Bergen 2017 - In linea Elite: 82º
Yorkshire 2019 - In linea Elite: ritirato
Imola 2020 - In linea Elite: non partito
Fiandre 2021 - In linea Elite: ritirato
Glasgow 2023 - In linea Elite: ritirato